# Уфаг C.I
Уфаг C.I (нем. UFAG C.I) једномоторни су двокрилни авиони које је у току Првог светског рата производила аустроугарска фирма Ungarische Flugzugwerke AG, (UFAG) из Будимпеште па су према скраћеном називу Ufag ови авиони добили име. Авиони ове серије су били извиђачи, а служили су и као лаки бомбардери јер су могли да понесу 75 kg бомби.

## Пројектовање и развој
За време док је радио за фирму Ханза Бранденбург, инж. Ернст Хајнкел је пројектовао и развио на бази већ успешног једноседа Ханза Бранденбург KD (1916) двоседи борбени авион (Ханза Бранденбург C.II) за кога немачко војно ваздухопловство није било заинтересовано. Авион је био наоружани двокрилац, намењен првенствено извиђачким задацима и курирским пословима, док је поред ових био намењен и за бомбардерске задатке (као лаки бомбардер).
Пошто је власник немачке фирме Ханза Бранденбург и аустроугарских фирми УФАГ и Феникс био исти концерн Камило Кастиљони а Немачка и Аустроугарска биле савезнице у Великом рату, овај пројект авиона је понуђен аустроугарском ваздухопловству (ЛФТ) које га је прихватило а фирме Феникс и Уфаг су купиле лиценцу и тако је почела производња. Тако се десило да се овај авион није производио у матичној фирми Ханза Бранденбург а главна производња се обављала у аустро угарским фирмама УФАГ и Феникс (једна серија је произведена у будипештанском Лојду) и то за потребе аустроугарског ваздухопловства ЛФТ.

## Технички опис
Труп му је правоугаоног попречног пресека, дрвене решеткасте конструкције. Предњи део, у коме је био смештен мотор је био обложен алуминијумским лимом, на коме су се налазили отвори за излазак топлог ваздуха из моторског простора, а остали део трупа је био облепљен дрвеном лепенком. Пилот је седео у отвореном кокпиту. Прегледност из пилотске кабине није била добра јер су поглед пилоту ометали цилиндри мотора, издувна цев и цеви система за водено хлађење и хладњак мотора. Извиђач је седео на другој позицији.
Погонска група се састојала од једног течношћу хлађеног линијског мотора, Хиро (Hiero H IV) снаге 230 KS. Хладњак за воду се налазио изнад горњег крила. На вратилу мотора је била причвршћена двокрака, вучна, дрвена елиса, непроменљивог корака. Носач мотора је био од дрвета појачан челичним цевима и челичном конструкцијом.
Крила су била дрвене конструкције пресвучена импрегнираним платном релативно танког профила. Крилца за управљање авионом су се налазила само на горњим крилима. Крила су између себе била повезана са два пара паралелних упорница. Затезачи су били од клавирске челичне жице. Оба крила су била истих димензија и имала су исти правоугаони облик. Предња ивица крила је била под правим углом у односу на осу авиона. Горње крило је било померено у односу на доње према кљуну авиона
Стајни трап је био класичан фиксан са крутом осовином, а на репном делу се налазила еластична дрвена дрљача.
Авион је био наоружан:
- 2 x митраљеза Spandau LMG 08/15 калибра 7,92 mm (1 митраљеза напред фиксни којим гађа пилот кроз обртно поље елисе а други на обртној турели код извиђача/стрелца)
- 6 х 12,5 kg слободно падајућих бомби, подвешаних испод крила.

## Оперативно коришћење
Извиђачки авиони Уфаг серије C су пројектовани да у Аустроугарском ваздухопловству (k.u.k. Luftfahrtruppen) замени извиђачки авион Ханза Бранденбург C.I. Коришћен је на италијанском фронту и Балканском ратишту. Због своје поузданости, лаке управљивости био је цењен код посаде. У наоружање је уведен почетком 1918. године и као извиђачи коришћени су до краја рата 1918. године, после повлачења из војне употребе ови авиони су коришћени за пренос поште, курирску службу и обуку пилота.
До капитулације Аустроугарске фабрика УФАГ је испоручила 150 серијских авиона Уфаг C.I који су имали серијску ознаку Ba.161 а фабрика Феникс је по лиценци направила још 40 примерака авиона Уфаг C.I који су имали серијску ознаку Ba.123.
После пропасти Аустроугарске монархије авиони Уфаг C.I су коришћени у ваздухопловству Аустрије, Мађарске, Румуније и Краљевине СХС/Југославије.

### Коришћење авиона Уфаг C.I у Краљевини СХС/Југославији
Од ратног вардухопловства Аустроугарске монархије (ЛФТ), Војно ваздухопловство Краљевине СХС је дошло у посед десет авиона типа Уфаг C.I. Од тих 10 авиона Уфаг C.I пет су била УФАГ-ове производње серија Ba 161, а пет Фениксови Ba 123. Један од поменутих Фениксових авиона је заплењен крајем априла 1919. године пошто је приликом борбеног лета био приморан да принудно слети код Чаковца. Сви ови авиони су били нови (произведени у току 1918. године па су коришћени до краја двадесетих година двадесетог века. Авион Уфаг C.I је у југословенском ваздухопловству био познат под називом "Уци". Био је поуздан авион и пилоти су радо летели њиме.

## Земље које су користиле овај авион
- Аустроугарска
- Аустрија (после рата)
- Мађарска (после рата)
- Румунија (после рата)
- Југославија (посла рата)